# メーガン・コートニー
メーガン・コートニー＝ラッシュ（Megan Courtney-Lush、1993年10月27日 - ）は、アメリカ合衆国の女子バレーボール選手である。アメリカ合衆国代表。

## 来歴
オハイオ州モンゴメリー郡ケタリング（デイトン郊外）出身。2008年に私立のオルター高校（英語版）に入学して本格的にバレーボールキャリアがスタートする。高校卒業後はペンシルベニア州立大学に進学した。NCAA女子バレーボール選手権では2013年、2014年と同学に二連覇に貢献し、2014年にはMOPに選出されている。
コートニーは2016年にプエルトリコのLeonas de Ponceと契約し、プロ選手となリプエルトリコスーパーリーガでプレーした。同年夏にアメリカ代表に招集されて、バレーボール・パンアメリカンカップに出場し代表デビューを果たした。
2016/17シーズンにはポーランドに渡り、オルレンリーガのインペル・ヴロツワフでプレーした。
2019年のネーションズリーグではリベロとして大会2連覇に貢献し、自身もベストリベロ賞を受賞した。

## 球歴
- アメリカ合衆国女子代表 2016年-
  - 世界選手権 - 2018年
  - バレーボール・パンアメリカンカップ - 2016年（銅メダル）、2017年（金メダル）
  - ワールドグランプリ - 2017年
  - ネーションズリーグ - 2019年

## 所属チーム
- オルター高校（2008-2012年）
- ペンシルベニア州立大学（2012-2015年）
- Leonas de Ponce（2016年）
- インペル・ヴロツワフ（2016-17年）
- チャナッカレ（2017-2018年）
- ベルガモ（2017-2019年）
- AGILバレー（2019-2020年）
- サヴィーノ・デルベーネ・スカンディッチ（2020-2021年）
- イモコ・コネリアーノ（2021-2022年）
- コロンバス・フューリー（英語版）（2024年-）

## 受賞歴
- 2014年 - NCAA女子バレーボール選手権 MOP
- 2015年 - AVCAオールアメリカンセカンドチーム
- 2019年 - ネーションズリーグ ベストリベロ賞